# Керестеш (рід)
Керестеш (сл. Keresteš; лат. Keresztes de Döbréte et Nimnic) — давній угорський та словацький шляхетський рід з Королівства Угорщини, що сягає корінням 13 століття. Походить з села Добрете (нині Бабошдобрете) у Залянському повіті на угорсько-словацькому кордоні. 
Наприкінці XV століття він поріднився з родиною Телекеші (Telekeši) з Телекес, яка оселилися в селі Добрете. 1579 року представник роду отримали у володіння маєтки в селі Німніца в Тренчицькій землі, яке стало другим родовим осідком. На початку 18 століття в Нітранському повіті утворилась гілка роду, нащадки якої досі живуть у Словаччині (Іванка при Нітрі, Нітра, Поважська Бистриця, Комарно). Після 1940 року деякі члени родини змінили своє прізвище на Крижан (Križan). Спадкоємці Тренчинської гілки по жіночій лінії з 1929 року носять прізвище у формі Керестеш-Фішер. Нащадки цієї лінії живуть у США та Угорщині.

## Історія
Рід Керестеш походить із села Добрете (Дебрете, сьогодні Бабошдебрете), розташованого на південь від міста Залаегерсег у Залянському повіті на південному сході сучасної Угорщини. Найстарші члени роду спочатку були мешканцями замку Залавар. Ймовірно, вони вперше згадуються в 1274 році. Їхні нащадки були зведені у шляхетство наприкінці XIII століття.
У 1366 році відбувся великий розділ, оскільки рід уже розгалужувався на три родові лінії. У 15-16 століттях члени роду також використовували прізвище Фаркас (Farkas).
Рід розвивався з початку 15 століття двома основними лініями, з яких розвинулися родини Фаркас (вимерла в 17 столітті) і Керестеш. Близько 1500 року кілька членів родини були захоплені турками. Нащадки Тренчинської гілки роду вимерли по чоловічій лінії в 1882 р. з Мікулашем Яном Керестешом, по жіночій лінії в 1915 р. з Марією Розалією Керестешовою. Її син був папським прелатом, священиком з Долни - Павло Беркеш. Нащадки нітрійської гілки збереглися до наших днів. Їх осідок був, з початку 18 століття в Іванці при Нітрі, з середини 19 століття в Яніковцях, зараз живуть розкидано в Нітрі, Іванці при Нітрі, Поважській Бистриці, Празі, Комарно, Братиславі, Коняровцях тощо.